# Тійода (авіаносець)
Тійода (яп. 千代田) — японський авіаносець часів Другої світової війни типу «Тітосе».

## Історія створення та бойове застосування

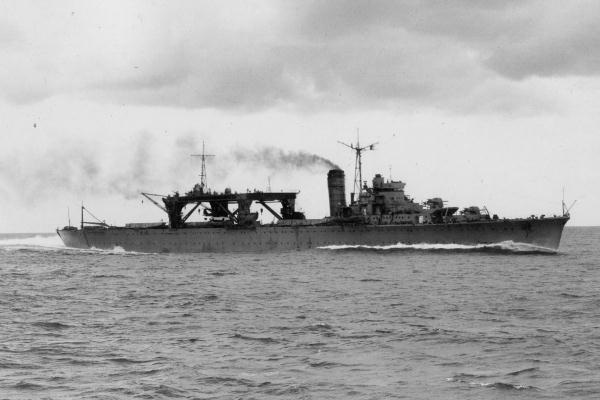
Гідроавіаносець «Тійода», 1938 рік

### Гідроавіаносець
Закладений 14 грудня 1936 року, спущений на воду 19 листопада 1937 року та введений в експлуатацію як гідроавіаносець 15 грудня 1938 року. Включений до складу 11-ї дивізії гідроавіаносців.
До 1941 року «Тійода» діяв разом із кораблем-близнюком, гідроавіаносцем «Тітосе». На початковому етапі війни на Тихому океані «Тійода» бере участь у прикритті морських десантів на Філіппіни та острів Ява.
У травні 1942-го «Тійода» доставив диверсійні мінісубмарини на атол Трук на сході Каролінських островів (ще до війни тут була створена потужна база ВМФ, з якої до лютого 1944-го провадились операції у цілому ряді архіпелагів), де їх прийняли на борт великі підводні човни, котрі вирушили для атаки гавані Сіднею.
Після цього він бере участь у битві біля атола Мідуей і Алеутських островів.

### Авіаносець
У серпні 1942 року «Тійода» вирушив на корабельню в Йокосука, де розпочалась його перебудова в авіаносець, яка була завершена 21 грудня 1943 року. Після завершення перебудови «Тійода» використовувався як авіаносець.
У березні 1944 року «Тійода» був включений до складу 3-ї дивізії авіаносців і взяв участь в битві у Філіппінському морі. У ході дводенного бою він втратив більшу частину своїх літаків, решта були передані «Дзуйкаку».
У липні 1944 року почалось формування нової авіагрупи, яка в жовтні взяла участь в обороні Формози, де зазнала великих втрат.
Під час битви в затоці Лейте «Тійода» без авіагрупи входив до Північної групи (приманки) віцеадмірала Одзави, і 25 жовтня 1944 року був потоплений.
Після двох хвиль авіанальотів в корабель влучили 4 бомби з літаків з авіаносців «Франклін» та «Лексінгтон», внаслідок чого корабель втратив хід та нахилився. Лінкор «Хюга» намагався відбуксирувати пошкоджений авіаносець, але це йому не вдалось через третю атаку американської авіації. Тоді крейсер «Ісудзу» тричі намагався зняти екіпаж, але це також не вдалось, бо до авіаносця підійшли американські кораблі — 4 крейсери («Santa Fe», «Mobile», «Wichita» та «New Orleans») та 9 есмінців. Американські кораблі відразу відкрили вогонь по «Тійода», який відкрив вогонь у відповідь. Проте сили були нерівні, внаслідок артилерійського обстрілу «Тійода» отримав значні пошкодження, перекинувся та затонув.